# Zaireichthys heterurus
Zaireichthys heterurus е вид лъчеперка от семейство Amphiliidae. Видът не е застрашен от изчезване.

## Разпространение
Разпространен е в Демократична република Конго.

## Описание
На дължина достигат до 3,5 cm.